# Venezuela op de Olympische Zomerspelen 2012
Venezuela neemt deel aan de Olympische Zomerspelen 2012 in Londen, Verenigd Koninkrijk.

## Medailleoverzicht
| Sport    | Olympiër      | Onderdeel | Medaille |
| -------- | ------------- | --------- | -------- |
| Schermen | Rubén Limardo | degen (m) | Goud     |

## Deelnemers en resultaten
(m) = mannen, (v) = vrouwen

### Atletiek

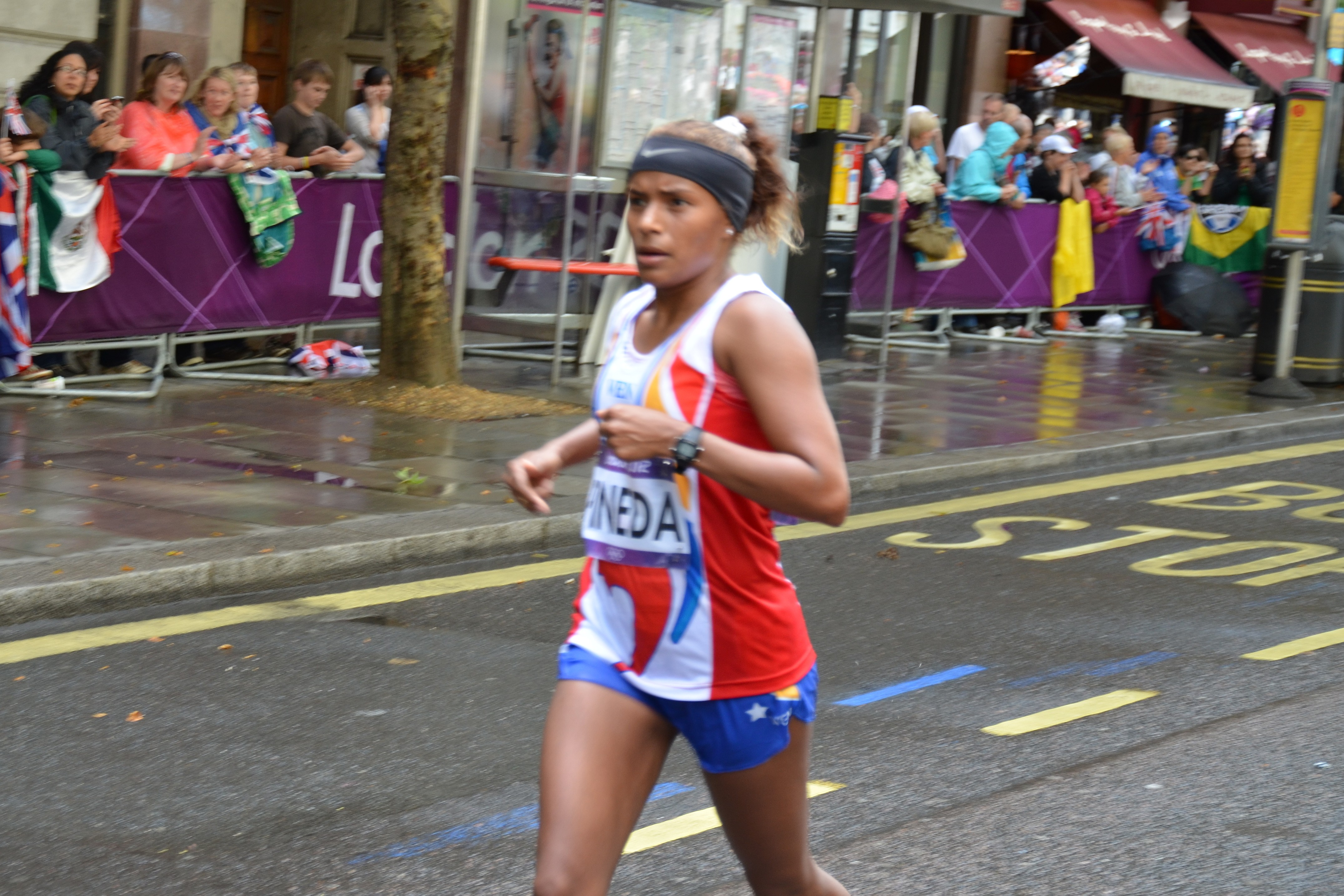
Yolimar Pineda in de olympische marathon

| Olympiër                                                              | Onderdeel               | Resultaat | Prestatie |
| --------------------------------------------------------------------- | ----------------------- | --------- | --------- |
| Edward Villanueva                                                     | 1500 m (m)              |           |           |
| José Peña                                                             | 3000 m steeplechase (m) |           |           |
| Pedro Mora                                                            | marathon (m)            |           |           |
| Albert Bravo Omar Longart José Meléndez Freddy Mezones Arturo Ramírez | 4x400m (m)              |           |           |
|                                                                       |                         |           |           |
| Nercelis Soto                                                         | 200m (v)                |           |           |
| Yolimar Pineda                                                        | marathon (v)            |           |           |
| Milángela Rosales                                                     | 20km snelwandelen (v)   |           |           |
| Yusbely Parra                                                         | speerwerpen (v)         |           |           |
| Rosa Rodríguez                                                        | kogelslingern (v)       |           |           |

### Boksen
| Olympiër         | Onderdeel                   | Resultaat | Prestatie |
| ---------------- | --------------------------- | --------- | --------- |
| Gabriel Maestre  | Weltergewicht [-69 kg] (m)  |           |           |
| José Espinoza    | Middengewicht [-75 kg] (m)  |           |           |
|                  |                             |           |           |
| Karlha Magliocco | Vlieggewicht [48-51 kg] (v) |           |           |

### Boogschieten
| Olympiër     | Onderdeel       | Resultaat | Prestatie |
| ------------ | --------------- | --------- | --------- |
| Elías Malavé | individueel (m) |           |           |
|              |                 |           |           |
| Leidys Brito | individueel (v) |           |           |

### Gewichtheffen
| Olympiër         | Onderdeel  | Resultaat | Prestatie                                      |
| ---------------- | ---------- | --------- | ---------------------------------------------- |
| Junior Sánchez   | -69 kg (m) |           |                                                |
|                  |            |           |                                                |
| Betsy Rivas      | -48kg (v)  | 8e        | totaal: 168 kg (trekken: 70 kg; stoten: 98 kg) |
| Inmara Henríquez | -53 kg (m) |           |                                                |

### Gymnastiek
| Olympiër      | Onderdeel                | Resultaat | Prestatie |
| ------------- | ------------------------ | --------- | --------- |
| Jessica López | individuele meerkamp (v) |           |           |

### Judo
| Olympiër           | Onderdeel | Resultaat | Prestatie |
| ------------------ | --------- | --------- | --------- |
| Javier Guédez      | -60kg (m) |           |           |
| Ricardo Valderrama | -66kg (m) |           |           |
|                    |           |           |           |
| Giovanna Blanco    | +78kg (v) |           |           |

### Schermen
| Olympiër              | Onderdeel  | Resultaat | Prestatie |
| --------------------- | ---------- | --------- | --------- |
| Silvio Fernández      | degen (m)  |           |           |
| Rubén Limardo         | degen (m)  |           |           |
| Hernan Jansen         | sabel (m)  |           |           |
|                       |            |           |           |
| Maria Martinez        | degen (v)  |           |           |
| Johana Beatriz Choles | floret (v) |           |           |
| Alejandra Benitez     | sabel (m)  |           |           |

### Schietsport
| Olympiër      | Onderdeel        | Resultaat | Prestatie |
| ------------- | ---------------- | --------- | --------- |
| Amanda Furrer | luchtpistool (v) |           |           |

### Schoonspringen
| Olympiër           | Onderdeel    | Resultaat | Prestatie |
| ------------------ | ------------ | --------- | --------- |
| Edickson Contreras | 3m plank (m) |           |           |
| Robert Páez        | 3m plank (m) |           |           |
|                    |              |           |           |
| Jocelyn Castillo   | 3m plank (v) |           |           |

### Tafeltennis
| Olympiër      | Onderdeel     | Resultaat | Prestatie |
| ------------- | ------------- | --------- | --------- |
| Fabiola Ramos | enkelspel (v) |           |           |

### Volleybal
| Olympiër                       | Onderdeel | Resultaat | Prestatie |
| ------------------------------ | --------- | --------- | --- |
| Igor Hernández Jesus Villafañe | beach (m) |           | voorronde Reinder Nummerdor / Richard Schuil Nederland Mārtiņš Pļaviņš / Jānis Šmēdiņš Letland Jonathan Erdmann / Kay Matysik Duitsland |

### Wielersport
| Olympiër                                   | Onderdeel        | Resultaat | Prestatie |
| Baan                                       | Baan             | Baan      | Baan      |
| ------------------------------------------ | ---------------- | --------- | --------- |
| Hersony Canelón                            | Keirin (m)       |           |           |
| Hersony Canelón                            | Sprint (m)       |           |           |
| Carlos Linares                             | Omnium (m)       |           |           |
| Hersony Canelón Cesar Marcano Ángel Pulgar | Teamsprint (m)   |           |           |
|                                            |                  |           |           |
| Daniela Larreal                            | Keirin (v)       |           |           |
| Daniela Larreal                            | Sprint (v)       |           |           |
| Angie González                             | Omnium (v)       |           |           |
| Daniela Larreal María Estela Vilera        | Teamsprint (v)   |           |           |
| BMX                                        |                  |           |           |
| Stefany Hernández                          | BMX (v)          |           |           |
| Weg                                        |                  |           |           |
| Tomás Gil                                  | Wegwedstrijd (m) | 70e       | 5.46.37   |
| Jackson Rodríguez                          | Wegwedstrijd (m) | 51e       | 5.46.37   |
| Miguel Ubeto                               | Wegwedstrijd (m) | 45e       | 5.46.37   |
| Miguel Ubeto                               | Tijdrit (m)      |           |           |
|                                            |                  |           |           |
| Danielys García                            | Wegwedstrijd (v) | -         | DNF       |

### Worstelen
| Olympiër        | Onderdeel      | Resultaat      | Prestatie      |
| Grieks-Romeins  | Grieks-Romeins | Grieks-Romeins | Grieks-Romeins |
| --------------- | -------------- | -------------- | -------------- |
| Luis Liendo     | -60kg (m)      |                |                |
| Wuileixis Rivas | -66kg (m)      |                |                |
| Erwin Caraballo | -96kg (m)      |                |                |
| Vrije stijl     |                |                |                |
| Ricardo Roberty | -74kg (m)      |                |                |
| José Díaz       | -84kg (m)      |                |                |
|                 |                |                |                |
| Mayelis Caripá  | -48 kg (v)     |                |                |
| Marcia Andrade  | -55 kg (v)     |                |                |

### Zeilen
| Olympiër         | Onderdeel | Resultaat | Prestatie |
| ---------------- | --------- | --------- | --------- |
| Daniel Flores    | RS:X (m)  |           |           |
| Jose Miguel Ruíz | laser (m) |           |           |

### Zwemmen
| Olympiër                                                                                 | Onderdeel          | Resultaat | Prestatie                     |
| ---------------------------------------------------------------------------------------- | ------------------ | --------- | ----------------------------- |
| Cristian Quintero                                                                        | 200m vrij (m)      |           |                               |
| Cristian Quintero                                                                        | 400m vrij (m)      |           |                               |
| Alejandro Gómez                                                                          | 1500m vrij (m)     |           |                               |
| Albert Subirats                                                                          | 100m vlinder (m)   |           |                               |
| Marcos Lavado                                                                            | 200m vlinder (m)   |           |                               |
| Crox Acuña Octavio Alesi Alejandro Gómez Marcos Lavado Cristian Quintero Albert Subirats | 4x100m vrij (m)    | 15e       | kwalificaties: 15e in 3:22,68 |
| Erwin Maldonado                                                                          | 10km openwater (m) |           |                               |
|                                                                                          |                    |           |                               |
| Arlene Semeco                                                                            | 50m vrij (v)       |           |                               |
| Andreína Pinto                                                                           | 400m vrij (v)      |           |                               |
| Andreína Pinto                                                                           | 800m vrij (v)      |           |                               |
| Yanel Pinto                                                                              | 10km openwater (v) |           |                               |